# ユニオン駅 (ジャクソン)
ジャクソン駅（英語：Union Station）はアメリカ合衆国ミシシッピ州ジャクソン ウェスト・キャピトル・ストリート300にある駅。 全米各地を結ぶ旅客鉄道のアムトラックが乗り入れている。

## 概要
当駅はジャクソン市街地の高架化工事の後、1927年イリノイ・セントラル鉄道によって建設された。2003年にジャクソン市はカナディアン・ナショナル鉄道（イリノイ・セントラル鉄道の後継）から建物を取得し、2,000万ドルをかけ約5,574平方メートルのレンガ造の建物の改修工事を開始して、交通ターミナルとして再オープンした。アムトラックはグレイハウンドと路線バスのジャクソン・トランジット・システム(Jatran)ともに駅舎の旧貨物取扱所に移転した。旧旅客待合室と切符売り場はオフィススペースに改装した。ジョージアンリバイバル様式の駅舎の改修工事は石工補修、木製窓枠修理、瓦屋根の交換、およびアップグレードが含まれてる。資金は総合陸上交通効率化法（ISTEA）助成金とジャクソン再開発局の資金によるものだった。

## 利用可能な鉄道路線／列車
アムトラックの発着する列車は下記の通り。
シカゴとニューオーリンズ間の夜行長距離列車シティ・オブ・ニューオーリンズ号…1日1往復発着

## バス
当駅から乗車できるバスは以下の通り。
中長距離バス：グレイハウンド
路線バス： ジャクソン・トランジット・システム (Jackson Transit System)